# Ousman Njie
Ousman Njie ist ein gambischer Politiker.

## Leben
| Parlamentswahl | Stimmen | Stimmanteil     |
| -------------- | ------- | --------------- |
| 2012           | n/a     | ohne Konkurrenz |

Ousman Njie trat bei der Wahl zum Parlament 2012 als Kandidat der Alliance for Patriotic Reorientation and Construction (APRC) im Wahlkreis Sami in der Janjanbureh Administrative Area an. Da es von der Opposition keinen Gegenkandidaten gab, konnte er den Wahlkreis für sich gewinnen. Zu der Wahl zum Parlament 2017 trat Njie nicht als Kandidat an.